# Aidy Bryant
Aidy Bryant, née le 7 mai 1987, est une humoriste et actrice américaine.

## Biographie

### Carrière
Elle est membre de la troupe du Saturday Night Live de 2012 à 2022.

### Vie privée
Le 28 avril 2018, Aidy Bryant a épousé le comédien Conner O'Malley (en), qui était scénariste pour Late Night avec Seth Meyers.

## Filmographie

### Film
| Année | Titre                                         | Rôle                 |
| ----- | --------------------------------------------- | -------------------- |
| 2014  | The Amazing Spider-Man : Le Destin d'un héros | Statue de la liberté |
| 2016  | Brother Nature                                | Dana Curlman         |
| 2016  | Darby Forever                                 | Darby                |
| 2017  | The Big Sick                                  | Mary                 |
| 2017  | L'Étoile de Noël                              | Ruth (voix)          |
| 2018  | I Feel Pretty                                 | Vivian               |

### Télévision
| Year      | Title                                    | Role               |
| --------- | ---------------------------------------- | ------------------ |
| 2012–2014 | Shrink                                   | Kendra Harnz       |
| 2012–2022 | Saturday Night Live                      | Divers             |
| 2013      | Comedy Bang! Bang!                       |                    |
| 2014      | The Greatest Event in Television History | Amy                |
| 2015      | Broad City                               | Allie              |
| 2015      | Documentary Now!                         | Anne Severino      |
| 2015      | The Awesomes                             | voix               |
| 2015–2017 | Girls                                    | Abigail            |
| 2016      | Horace and Pete                          | Alice Wittel       |
| 2017      | Danger & Eggs                            | D.D. Danger (voix) |
| 2017      | At Home with Amy Sedaris                 | Mulaak             |
| 2018      | Portlandia                               | Une patiente       |
| 2018      | Unbreakable Kimmy Schmidt                | Tabby Bobatti      |
| 2019      | Shrill                                   | Annie              |